# Dráva Múzeum
A Dráva Múzeum 1979-ben nyílt meg, abban az évben, amikor Barcs városi rangot kapott. A város múzeuma 1991-ig a Somogy megyei múzeumi szervezet tagjaként, 1992 és 2011 között pedig városi fenntartású muzeális intézményként működött. Gyűjtőterülete a somogyi Dráva-mente, gyűjtőköre a történet és a néprajz volt.
Jogutódja 2011-től a Móricz Zsigmond Művelődési Központ, melynek akkortól kiállítóhelye lett. Alapterülete 2295 m2.

## A múzeum története
A Barcsi Honismereti Kör (később Honismereti és Múzeumbarát Kör) célirányos gyűjtőmunkájának köszönhetően a barcsi helyi tanács 1977-ben határozatot fogadott el egy helyi múzeum alapításáról. A már meglévő gyűjtemény gondozását és további gyarapítását Szilágyi János (1929–2000) szegedi születésű tanár és közművelődési szakember irányította. A szervező munkával egyidejűleg folyt a Széchenyi utcában álló, egykoron magtárként működő háromszintes épület átalakítása és az épületen belüli múzeumi kiállítások építése is. A gyarapodó gyűjtemény és a kiállítások az 1870 körül épült magtárban nyertek elhelyezést. Belső-Somogy első múzeumának ünnepélyes megnyitására 1979. december 6-án került sor.
A Dráva Múzeum első igazgatója Szilágyi János volt, akit 1984-ben Orzsi Zoltán (1958–) követett. A Debrecenben diplomázott néprajzos szakember irányítása alatt a gyűjtemények tovább gyarapodtak, és bevezetésre került az egységes szakmai nyilvántartás is. Berendezték a lakócsai horvát tájházat, amelynek során jelentős mennyiségű néprajzi anyaggal gyarapodott a gyűjtemény. Ekkor fogalmazódott meg először az elképzelés, hogy a Dráva Múzeum legyen a Somogy megyei nemzetiségi kutatások központja. Az 1980-as évek második felében a gyűjtés főként a német és horvát nemzeti kisebbségek által lakott falvakban folytatódott.
Az 1989–90-es rendszerváltás a Dráva Múzeum számára is gyökeres változást hozott. A megyei múzeum jelentősen lecsökkentett költségvetése a barcsi múzeumot is megszüntetéssel fenyegette. Közel egyéves tárgyalás után azonban sikerült megtalálni a megoldást: a Dráva Múzeum működtetését a frissen alakult helyi önkormányzat vette át. Ezt követően az 1990-es évek folyamán jelentek meg a múzeum első kiadványai, és ebben az időben tették le az egységes muzeológiai adattár, könyvtár és fotótár alapjait.
Orzsi Zoltán távozása (2000) után előbb Czeller Szilvia (1968–) közművelődési szakember, majd 2002 februárjától dr. Takács Éva (1948–2002) történész muzeológus irányította a múzeumot. Az intézmény tapasztalt kollégákból és lelkes fiatalokból álló szakembergárdája 2002-ben új állandó kiállítást épített, mely később honismereti foglalkozások és múzeumi órák népszerű helyszínévé vált.
2002 decemberétől Rózsás Márton (1952–) helytörténész-restaurátor az általános, Mészáros Ádám (1973-) etnográfus pedig a szakmai igazgatói feladatokat látta el. 2007. és 2011. között Mészáros Ádám irányította a múzeumban folyó munkát. 2003-tól az ő vezetése alatt a horvát, a német és a cigány kisebbségeket bemutató kiállítások kerültek megrendezésre és újraindult a múzeum publikációs tevékenysége is. A múzeum minden évben önálló tanulmánykötetet jelenettett meg, és szorosabbra fűzte a kapcsolatot a kistérség településeivel. 2009-ben állandó helytörténeti kiállítást hoztak létre Csokonyavisontán, és Babócsán is lerakták egy helyi kiállítás alapjait.
A Dráva Múzeum egyik legfontosabb célkitűzése a Somogy megyében élő nemzeti és etnikai kisebbségi közösségek tárgyi és szellemi örökségének gyűjtése és megőrzése volt. Ennek szellemében 2005-ben „Folyó hátán új hazába” címmel a németség, 2006-ban „Ünnep a Dráva menti horvátoknál” címmel a horvátság, 2007-ben „Erdő szélén, patak partján” címmel a cigányság történetéről és néprajzáról szóló kiállítást rendeztek. Utóbbi a megye több városában és a Zala megyei Keszthelyen is bemutatkozott.
Belső-Somogy egyetlen múzeuma 1979-es alapításától 2011-es megszüntetéséig fogadta önálló intézményként látogatóit Barcson. A város önkormányzata a múzeumot 2011-ben megszüntette és mint telephelyet a Móricz Zsigmond Művelődési Központba integrálta kiállítóhelyként. Állandó kiállítása továbbra is látogatható.

## A múzeum gyűjteményei
A Dráva Múzeum régészeti, néprajzi, történeti tárgyi, történeti dokumentum, képzőművészeti gyűjteményekkel valamint segédgyűjteményekkel (múzeumi adattár és fotótár) rendelkezett. Gyűjteményi anyagát a leltárkönyvek 2011-es lezárása óta a barcsi önkormányzat illetve a Móricz Zsigmond Művelődési Központ őrzi.

## A múzeum kiadványai
Gyökerek. A Dráva Múzeum tanulmánykötete
A barcsi Dráva Múzeum Gyökerek című honismereti folyóirata 1992 és 1994 között négy alkalommal látott napvilágot, majd kilenc év szünet után ugyanezzel a címmel évkönyv, vegyes tanulmánykötet formájában jelent újra meg. A tanulmánykötetben 2003 és 2010 között minden évben vegyes témájú, főként helytörténeti és néprajzi írások jelentek meg, de helyet kaptak régészeti, természettudományi, muzeológiai és szociológiai irányú tanulmányok és közlemények is. A Gyökerek szerkesztője 1992–1994 közt Orzsi Zoltán, 2003–2010 közt Mészáros Ádám volt.
Dráva Menti Füzetek. A barcsi Dráva Múzeum időszaki kiadványa HU ISSN 1216-6960, ISBN 963 85436 3 9
A Dráva Menti Füzetek című honismereti folyóiratot 1992-ben indította útjára a Dráva Múzeum. A cél Barcs és környéke néprajzi, történeti és régészeti kutatási eredményeinek közzététele volt. 1992-ben, 1993-ban, majd 1996-ban is sikerült kiadni egy-egy füzetet. A sorozatot 2004-ben sikerült újraéleszteni, majd 2005-ben és 2007-be újabb kötetek láttak napvilágot. A Dráva Menti Füzetek szerkesztője az 1990-es években Orzsi Zoltán, 2004-től Mészáros Ádám volt.

## Az állandó kiállítás
Az emeleti teremben 2002-ben berendezett állandó kiállítás a település életét és kultúráját mutatja be a kezdeti időktől a közelmúltig[mikor?]. A kiállítás azokkal a régészeti leletekkel indul, amelyek Barcson és környékén kerültek elő, és bepillantást engednek a történelem előtti időkben itt élt emberek életébe. A régészeti lelőhelyeken legnagyobb számban a mindennapi élet eszközei, tárgyai kerülnek elő, zömében kerámiák, melyeknek anyaga évezredekig ellenállt az idő rombolásának és gy-egy jellegzetességük alapján a lelőhelyek kora meghatározható.
A török hódoltság időszaka (1526–1686) Barcs történetében kétszeresen is fordulópontot jelent. Egyrészt mivel a gyakori dúlások és fosztogatások következtében a lakosság elmenekült, illetve teljesen kicserélődött, Barcs három nemzetiségű településsé vált, másrészt a hódoltság végét követő időszaktól már nem csak tárgyi, hanem írásos történeti dokumentumok is nagyobb számban maradtak fönn. A török fennhatóság idején fennállt barcsi török palánkvár a város legjelentősebb régészeti lelőhelye. Feltárása a 2000-es évek elején részben megtörtént.
A környék népének életében meghatározó szerepet játszott a Dráva folyó. A varsa, a szigony és a vetőháló a hagyományos halászat nélkülözhetetlen eszközei voltak. Munkaeszközeiket a halászok halászládában tárolták. Az egyik utolsó barcsi halász ládája és portréja is a kiállítást gazdagítja.
A céhek a kézművesek nagy hatáskörrel rendelkező, szakmánkénti testületei vagy egyesülései voltak a feudalizmus korában. A rendkívül zárt, szigorú szabályok között élő közösségek élén a céhmester állt, aki a céh összetartozásának jelképeit, a céhládát, a védőszent szobrát, a céhkancsót stb. őrizte. A kiállításon látható a Barcsi Vegyes Céh által Resetár János takács legény számára 1840-ben kiállított Vándorló Könyv. Ez a dokumentum őrizte meg a céh eddig ismert egyetlen, vörös viaszba nyomott pecsétlenyomatát.
Takácsok és parasztasszonyok egyaránt készítettek különféle ruhákat és szőtteseket. A kész textilt színes hímzéssel díszítették. A barcsi díszítőművészetre jellemző motívumgazdagság és sokszínűség a városban lakó különböző etnikai csoportok együttes jelenlétének köszönhető. A török kiűzésére irányuló felszabadító háború alatt teljesen elnéptelenedett Barcsra ugyanis a 18. század folyamán magyarok, németek és horvátok is költöztek, akiket a 19. században a beás cigányok követtek. A több nemzetiség által lakott Barcsnak tehát közel 300 éves hagyománya van.
A kiállítás záró szakasza a polgári családok életéből villant fel részleteket. A 19. század második felétől Barcson is megjelenő polgárságnak volt köszönhető, hogy fejlődött a kereskedelem, a vasúti közlekedés és a drávai hajózás, valamint több jelentős üzem is létesült. A településen pezsgő társadalmi élet folyt. Barcs 20. századi fejlődése az 1979. évi várossá avatásában csúcsosodott ki.